# Caligrafia chinesa
Na caligrafia chinesa, ou shūfǎ (書法), os caracteres chineses podem ser traçados segundo cinco estilos históricos. Normalmente todos são realizados com pincel e tinta. Estes estilos estão ligados intrinsecamente à história da escrita chinesa.
| Exemplo: evolução do caractere 馬 ma, cavalo * |                           |                           |                           |                           |                      |                       |                |
|                                                |                           |                           |                           |                           |                      |                       |                |
| Jiǎgǔwén                                       | Jīnwén                    | Dàzhuàn                   | Xiǎozhuàn                 | Lìshū                     | Kǎishū (tradicional) | Kǎishū (simplificado) | Cǎoshū         |
| Estilos antigo e medieval                      | Estilos antigo e medieval | Estilos antigo e medieval | Estilos antigo e medieval | Estilos antigo e medieval | Estilos atuais       | Estilos atuais        | Estilos atuais |

## Estilo do selo 篆書zhuànshū

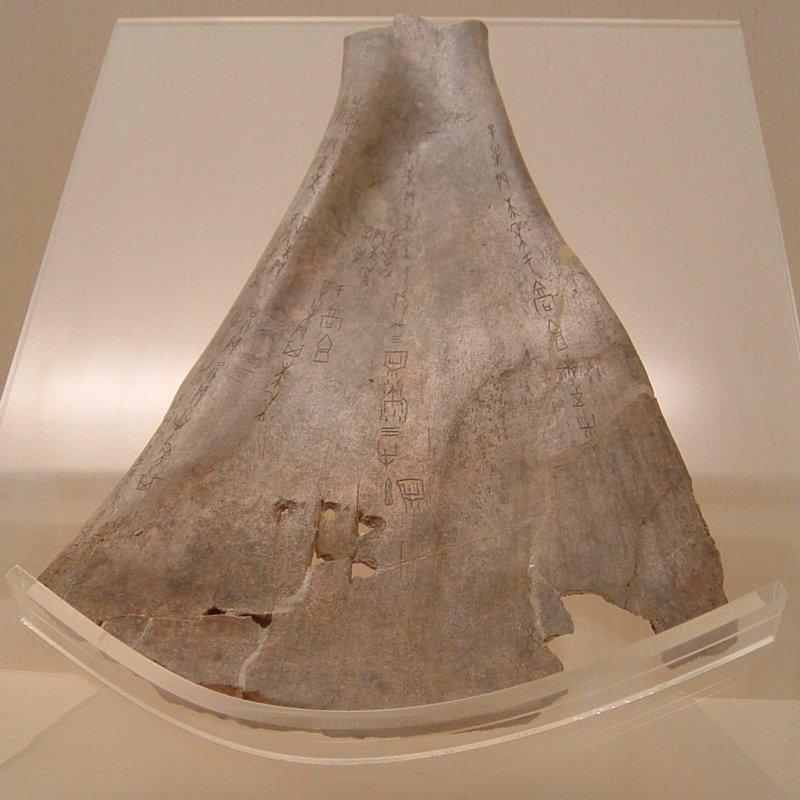
Osso oracular

O mais antigo dos estilos (com apogeu na dinastia 秦 Qin, 221-206 a.C.), corresponde a uma adaptação dos caracteres tal como eram gravuras, que não pintados, sobre bronze ou pedra. As linhas são finas e pontiagudas nos extremos, a curvatura não está excluída, a forma dos caracteres é relativamente livre: este tipo de traço não segue as pautas das quais se fala nos demais estilos e que são essencialmente devidas ao pincel. Os caracteres ainda estão bastante perto do pictograma: sua forma não sempre pode ser deduzida da forma moderna, já que são formas antigas que sofreram várias alterações até chegar à sua forma atual. Pelo tanto, se tem que aprender o traço dos caracteres individualmente e sua leitura não é possível para o profano que não conhece mais que os caracteres modernos. 

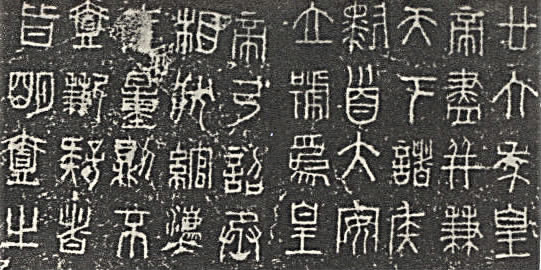
Exemplo c. 221 a.C.

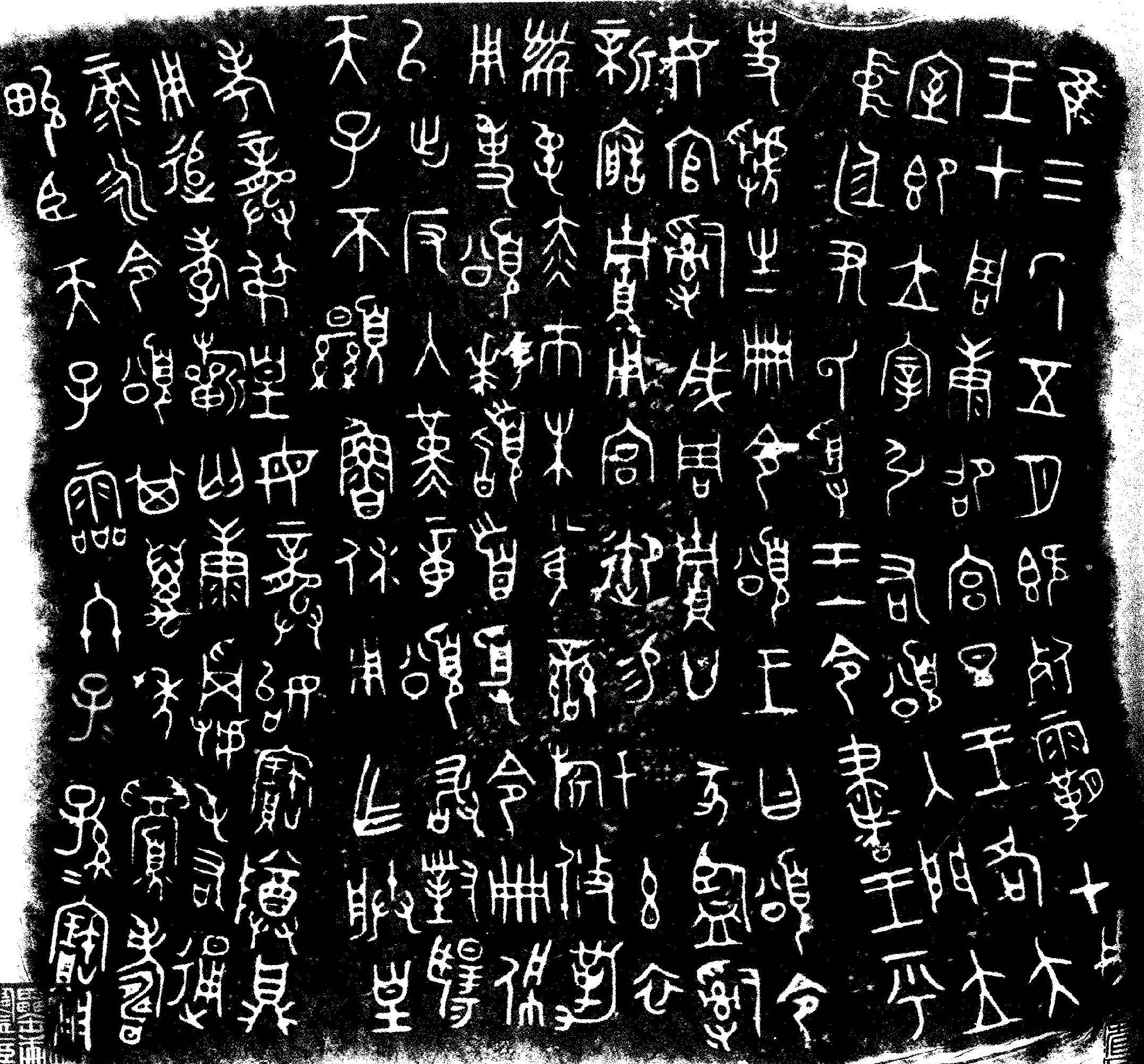
Calco de um jarro de bronze por volta de 900 a.C.

Dentro do estilo do selo, podem-se distinguir dois tipos de caracteres: o grande selo 大篆 dàzhuàn e o pequeno selo 小篆 xiǎozhuàn. O primeiro é o mais antigo, irregular e o menos cuidado. Remonta ao século IX a.C. e deriva diretamente de caracteres arcaicos, 甲骨文 jiǎgǔwén (sob a dinastia 商 Shāng) e 金文 jīnwén (sob os 西周 Xī Zhōu, Zhōu ocidental), respectivamente "escrita de oráculos sobre osso" gravada sobre conchas de tartaruga para a adivinhação do futuro e "escrita sobre bronze" sobre bronzes litúrgicos. Estas são as primeiras manifestações autênticas de escrita chinesa. Não se deve pensar que o grande selo e os caracteres arcaicos são o mesmo: o grande selo é o tipo de escrita a traço mais antigo ainda em uso e não a escrita chinesa mais antiga.
A segunda, o pequeno selo, é uma padronização e um aperfeiçoamento do grande selo que data da dinastia 秦 Qin, cujo modelo se deve ao primeiro-ministro de 秦始皇 Qin Shǐhuáng, 李斯 Lǐ Sī (c. 200 a.C.). O pequeno selo, substituído por estilos mais simples e regulares, origina-se nos usos dos 漢 Hàn (de 206 a 220 a.C.) para mais tarde tornar-se num estilo puramente caligráfico solene sob os 唐 Táng (618 - 907). Normalmente traçado com pincel ou gravura sobre os selos (origem do seu nome atual). O grande selo, pela sua parte, somente é estudado por historiadores e estudiosos da escrita.

## Estilo das escribas 隸書lìshū

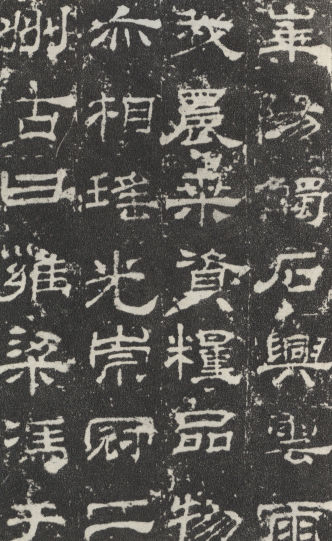
Tabela no templo de Huashan (华山庙碑) cerca 100 a.C.

À medida que a administração chinesa se afirmava com o poder do escrito, pensou-se que os caracteres de estilo do selo, complexos e pouco regulares, eram um freio para a rapidez de compreensão e aprendizagem da escrita. Foi para os funcionários públicos, os escribas, para os que -segundo a tradição- 程邈 Chéng Miǎo, diretor de prisão sob a dinastia 秦 Qin (221-206 a.C.), haveria criado um estilo de traçado mais simples a partir do estilo do selo. Este novo estilo segue umas réguas gráficas determinadas. Assim, Chéng Miǎo contribuiu para o desenvolvimento da aprendizagem e à melhora da notação dos documentos administrativos. É por isso que se atribui este estilo aos funcionários públicos (ou escribas). Esta escrita faz-se muito comum sob a dinastia 漢 Hàn, em competência com o estilo do selo, ao que chega a substituir completamente (à exceção da caligrafia) entre os séculos I e III.
Caracteriza-se por traços espessos com a ponta escondida (não se vê a traça inicial e final do pincel). Os traços são quadrados, aplanados na zona média, espaçados e tendentes a rebordar pelos lados. Ao longo do s. II, sob os 東漢 Dōnghàn, os Han Orientais, o aperfeiçoamento do pincel levou os calígrafos a dar mais amplitude aos traços, nomeadamente adicionando ondulações e estirando as horizontais.
Este estilo é substituído desde o século III pelo estilo regular. Contudo, continuou-se utilizando em caligrafia mesmo até os nossos dias. Dá à composição um ar digno, sentencioso e majestoso. É usado pelo tanto, à parte de em caligrafia, nomeadamente para slogans, citações ilustres e títulos.

## Estilo regular 楷書kǎishū

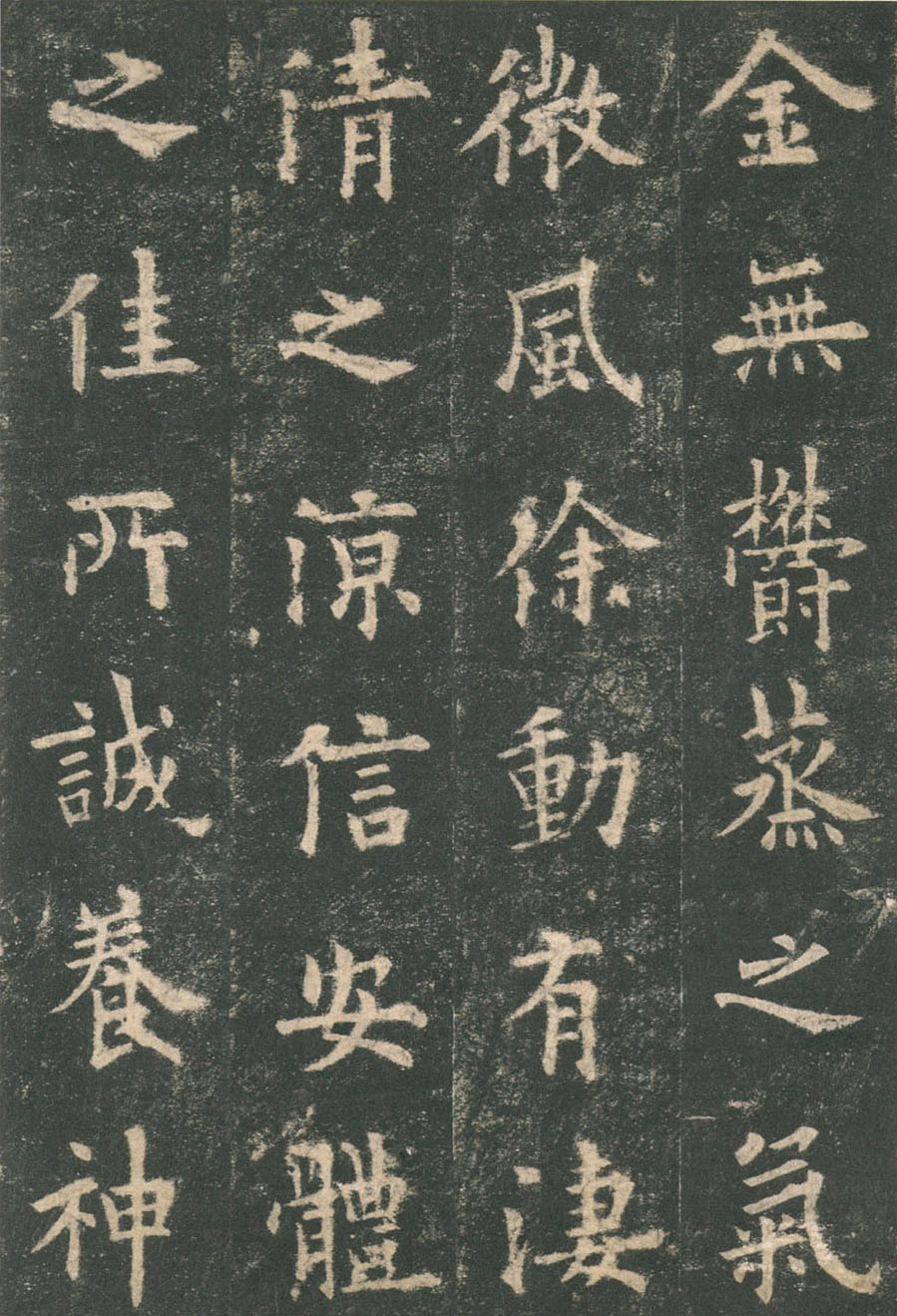
Texto do famoso calígrafo Ouyang Jun (欧阳询, 557-641)

Ainda sob os 漢 Hàn, ao longo do século III da nossa era, aparece este estilo, considerado como uma melhora e racionalização do estilo dos escribas. É a escrita padrão ou 正楷 zhèngkǎi, que tem seu apogeu sob os 唐 Táng (618-907 da nossa era) na qual os calígrafos filham definitivamente a estrutura e a técnica do traço. A necessidade de uma escrita simples, o mais legível possível, muito regular, respondia às necessidades de centralização do poder. Esta escrita, vetor da administração, participara, portanto, pela sua estabilidade, na hegemonia do poder imperial, até tal ponto que até as simplificações de 1958 e 1964 feitas na República Popular da China, não fora retocada nem modificada.
Estilisticamente, caracteriza-se pelo respeito das réguas de traçada evocadas mais em cima: grande estabilidade (nenhum caráter sai do quadrado virtual), o abandono definitivo das curvas diretas e dos ângulos agudos da escrita dos escribas por um comprometimento mais suave, a possibilidade de não utilizar mais que um número definido de traços fundamentais, traços horizontais acendendo ligeiramente da esquerda à direita e uma modificação das técnicas de começo dos traços.
Existem duas variantes do estilo regular: a regular grande e a regular pequena, respectivamente 大楷 dàkǎi e 小楷 xiǎokǎi. As diferenças entre as duas vêm nomeadamente da técnica do pincel: na regular pequena, os começos de traço são menos complexos, mais fluidos e a traça geral é mais ágil, menos rígida que na regular grande, que é a mais habitual das duas variantes.
É o estilo regular no qual se aprende a traçar os caracteres atualmente e no qual se escreve normalmente quando se tenta escrever bem. O estilo regular está muito próximo aos caracteres impressos, os quais podem apresentar leves diferenças com os caracteres manuscritos.

## Estilo comum 行書xíngshū

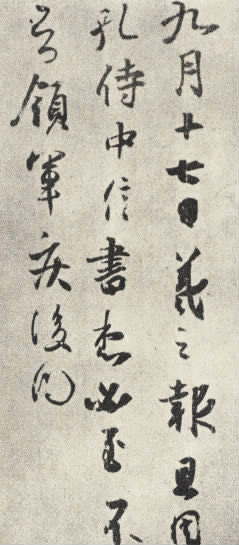
De uma carta de Wang Xizhi (王羲之, 303 - 361)

Como indica seu nome, este estilo, nascido de novo sob os 漢 Hàn, para o fim da dinastia oriental (25-220), é uma forma dupla: é rápida (os caracteres "correm") e habitual ("corrente"). O estilo nasce de uma "deformação" por simplificação do traço regular. É por isso que é a mais utilizada atualmente para os manuscritos da vida comum. Contudo, não é ignorada pela caligrafia, longe disso, e também não é considerada uma forma bastarda da regular: possui em caligrafia suas próprias réguas.
Acredita-se que seu criador foi 劉德昇 Liu Déshēng, dos 漢 Hàn Orientais. A perfeição deste estilo foi atingida, porém, por 王獻之 Wáng Xiànzhī (344-348) bem como a 王羲之 Wáng Xīzhī (321-379), seu pai, um dos mais célebres calígrafos chineses, ambos sob a dinastia 東晉 Dōngjìn, Jìn Orientais (317-420 da nossa era).
Traçado com a ponta de um pincel ou com caneta, segue sendo legível, de rápida escrita e facilmente decifrável. Não requer aprendizagem própria, separada da regular, já que é uma grafia quase cursiva, as simplificações dos caracteres são lógicas: são estilizações das unidades básicas nascidas naturalmente do pincel ou da caneta quando a ponta não abandoa o papel para um novo traço, que se unem mais amiúde que no estilo regular. Além disso, os traços são mais simples e diretos (a ponta do pincel não regressa para atrás, movimento característico do estilo regular).

## Estilo de erva 草書cǎoshū

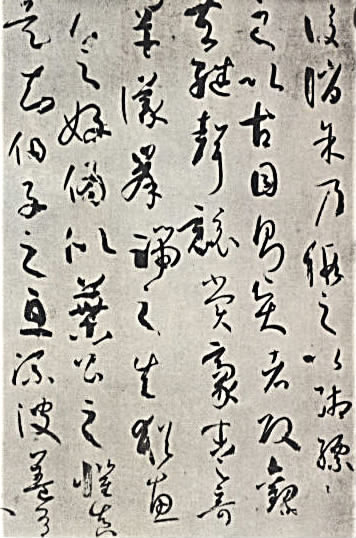
Texto de Sum Guoting (孙过庭) por volta de 650

O último dos estilos caligráficos, também chamado cursiva ou escrita louca é sem dúvida o mais surpreendente. Seu nome pode-se entender de várias formas: bem que é uma escrita agitada como a erva (é um dos sensos de 草 cǎo) no vento, bem que está destinada a usos efímeros, como um apagador (outro dos possíveis sensos de 草), como a palha. Longe de ser uma forma estenográfica, nascida da anterior, é um tipo de escrita a parte inteira. O traço dos caracteres -que aparecem fortemente deformados, parecem formas sem constrições aparentes, amiúde ligados entre sim e que se afastam do quadrado virtual- repousa sobre formas taquigráficas tomadas dos estilos anteriores. A leitura e a escrita deste estilo são reservadas aos calígrafos e aos especialistas eruditos.
A história deste estilo, que sofreu modificações amiúde, é complexo. Distinguem-se duas cursivas históricas principais, a 章草 zhāngcǎo, "cursiva dos selos" e a 今草 jīncǎo, "cursiva nova". A primeira, testificada pela primeira vez nos Reinos Combatentes, 戰國 Zhànguó 475 a.C.-221 a.C., e que foi aperfeiçoado sob os 漢 Hàn, deriva do estilo dos escribas e do selo. A segunda, criada também sob os 漢 Hàn no século II da nossa era, é uma modificação da zhāngcǎo. Se os caracteres da primeira cursiva estão separados uns de outros e são relativamente regulares, os do segundo tomam mais independência, chegando até a eliminação total dos limites entre traços e caracteres. 王獻之 Wáng Xiànzhī e 王羲之 Wáng Xīzhī dos 東晉 Dōngjìn, Jin Orientais (317-420), são considerados como os mestres na matéria.
O estilo caracteriza-se nomeadamente por uns traços muito codificados dos caracteres, que são abreviados e reduzidos à sua forma fundamental e já não são reconhecíveis ao olho profano. As reduções procedentes já de uma simplificação natural do traço, com o que o pincel apenas levanta-se do papel, já de grafias estenográficas convencionais às vezes muito antigas, que puderam dar nascimento a alguns dos caracteres simplificados da República Popular da China. O calígrafo que trabalha neste estilo de erva, porém não traça necessariamente os caracteres mais depressa que nos outros estilos: a rapidez é sugestionada e descrita mas não buscada por si. Este estilo, em efeito, não se usa atualmente para apagadores: requer um tal conhecimento da escrita chinesa e sua história e uma tal mestria da técnica que se reservou nomeadamente para a arte. De fato, embora cursiva, o estilo de erva traça mais amiúde com cuidado.
Pode-se falar facilmente de arte abstrata e de idealização da escrita, estando esta somente esboçada, estando escritos mais os movimentos que os traços.

## Os dicionários de estilos
Para ajudar tanto aos calígrafos como aos afeiçoados, existem dicionários de estilos, que dão para cada um dos caracteres chineses mencionados as cinco grafias (de fato seis contando a variedade impressa, que pode diferir ligeiramente da grafia regular).